# Zou Jingyuan
Zou Jingyuan (xinès tradicional: 邹敬园, xinès simplificat: 邹敬园, pinyin: Zōu Jìngyuán; Yibin, 3 de gener de 1998) és un gimnasta artístic xinès especialitzat en barres paral·leles. És campió olímpic del 2020 i tres vegades campió del món de barres paral·leles. Va ser membre de l'equip xinès que va guanyar el bronze als Jocs Olímpics de Tòquio del 2020, l'or al Campionat del Món del 2018 i el bronze al Campionat del Món del 2019.

## Vida personal
Zou Jingyuan va néixer el 3 de gener de 1998 a Yibin, Sichuan, Xina. Va començar a fer gimnàstica als tres anys quan un entrenador el va detectar per la seva bona condició física.
L'Administració General de l'Esport de la Xina va nomenar a Zou un atleta d'elit de classe nacional el 2016.
Zou estudia educació física a la Chengdu Sport University.

## Carrera

### 2017
El maig de 2017, Zou va competir al Campionat d'Àsia a Bangkok, Tailàndia, on el seu equip va guanyar l'or. Va guanyar primer en barres paral·leles i anelles, i va quedar segon en cavall amb arcs.
A l'octubre, Zou va competir al Campionat del Món de Mont-real, Canadà, on va quedar primer en barres paral·leles.

### 2018
A l'agost, Zou va competir als Jocs Asiàtics d'Indonèsia, on el seu equip va obtenir el primer lloc. Zou es va situar primer en paral·leles i segon en cavall amb arcs.
A l'octubre, Zou va competir al Campionat del Món de Doha, Qatar, on l'equip va quedar primer. Zou es va col·locar primer a les barres paral·leles.

### 2019
Zou va competir al Campionat del Món a Stuttgart, Alemanya, on el seu equip va quedar segon. No es va classificar per a la final de l'aparell de barres paral·leles després d'un error en la qualificació, però la puntuació final de les barres paral·leles del seu equip de 16,383 va ser la puntuació més alta de la competició.

### 2021
Als Jocs Olímpics d'estiu de 2020 a Tòquio, Japó, Zou va competir per la República Popular de la Xina, un equip que va incloure Sun Wei, Zou Jingyuan, Xiao Ruoteng i Lin Chaopan. L'equip va guanyar el bronze olímpic amb una puntuació combinada de 262,397, 0,606 punts per sota de l'equip guanyador. Zou va guanyar l'or olímpic en barres paral·leles amb una puntuació de 16,233, la puntuació més alta i el marge de victòria més ampli (0,533) obtingut per qualsevol gimnasta en qualsevol esdeveniment als Jocs Olímpics de Tòquio.

### 2022
Va guanyar dos títols al Campionat del món de 2022 a Liverpool, un d'ells per equip i l'altre a les barres paral·leles.